# Bolkopruwborstje
Het bolkopruwborstje (Erigonella ignobilis) is een spinnensoort in de taxonomische indeling van de hangmatspinnen (Linyphiidae).
Het dier komt uit het geslacht Erigonella. Het bolkopruwborstje werd in 1871 beschreven door Octavius Pickard-Cambridge.